# Chuyến bay 858 của Korean Air
Chuyến bay 858 của Korean Air là một chuyến bay thường lệ vận chuyển hành khách quốc tế giữa thủ đô Bagdad, Iraq, và Seoul, Hàn Quốc. Ngày 29 tháng 11 năm 1987, chiếc máy bay bay tuyến bay này, chiếc Boeing 707-3B5C, số đăng ký HL7406 đã phát nổ trong không trung bởi một quả bom do hai điệp viên Cộng hòa Dân chủ Nhân dân Triều Tiên gài sẵn trong cabin hành khách.
Hai điệp viên, hành động theo lệnh từ chính phủ CHDCND Triều Tiên, đã cài đặt các thiết bị trong một khoang hành lý trên đầu ghế trước khi xuống máy bay trong thời gian đầu tiên dừng lại ở Abu Dhabi, UAE. Trong khi chiếc máy bay vượt qua vùng biển Andaman tới điểm dừng thứ hai ở Bangkok, Thái Lan, quả bom đã được kích hoạt và phá hủy chiếc máy bay. Tất cả 104 hành khách và 11 thành viên phi hành đoàn trên tàu đã thiệt mạng. Vụ tấn công xảy ra 34 năm sau khi Hiệp định đình chiến Triều Tiên kết thúc chiến tranh Triều Tiên, ngày 27 tháng 7 năm 1953.
Hai người đặt bom đã bị truy bắt từ Bahrain. Cả hai đều cố gắng tự sát bằng cách hút thuốc lá với chất kali xyanua khi họ nhận ra rằng họ sắp bị bắt. Thủ phạm nam giới chết, nhưng thủ phạm phụ nữ, Kim Hyon-Hui vẫn còn sống và thú nhận thực hiện vụ đánh bom. Cô đã bị kết án tử hình sau khi bị đưa ra xét xử về vụ đặt bom, nhưng sau đó được ân xá bởi Tổng thống Hàn Quốc, Roh Tae-woo. Lời khai của Kim ám chỉ Kim Jong-il, cựu lãnh đạo của Triều Tiên, như là người phải chịu trách nhiệm cuối cùng về vụ việc. Bộ Ngoại giao Hoa Kỳ đặc biệt đề cập đến vụ đánh bom của KAL 858 là một "hành động khủng bố" và cho đến năm 2008, liệt kê Triều Tiên như là một quốc gia tài trợ cho khủng bố.
Kể từ sau cuộc tấn công này, mối quan hệ giữa hai miền Triều Tiên không có cải thiện nào đáng kể, mặc dù một số tiến triển đã được thực hiện dưới hình thức của hai Hội nghị Cấp cao liên Triều. Kim Hyon-Hui sau đó đã xuất bản một cuốn sách có tựa đề Những giọt lệ trong tâm hồn tôi (The Tears of My Soul), trong đó cô hồi tưởng lại quá trình được đào tạo trong một trại huấn luyện gián điệp được điều hành bởi quân đội Triều Tiên, và việc được cung cấp thông tin để thực hiện những vụ tấn công cá nhân của Kim Jong-il. Với CHDCND Triều Tiên, cô bị coi là một "kẻ phản bội", sau khi quyết định ở lại Hàn Quốc và chỉ trích Triều Tiên. Hiện tại, cô đang sống lưu vong, và dù dưới sự giám sát an ninh chặt chẽ liên tục, cô vẫn lo sợ cho sự trả thù từ thân nhân các nạn nhân của vụ đánh bom. "Việc là thủ phạm khiến tôi có một cảm giác đau đớn mà bản thân tôi phải đấu tranh với nó", cô phát biểu tại một cuộc họp báo vào năm 1990. "Trong cảm giác ấy, tôi vẫn phải là một tù nhân, hoặc một người bị giam cầm—bởi cảm giác tội lỗi."

## Lịch sử

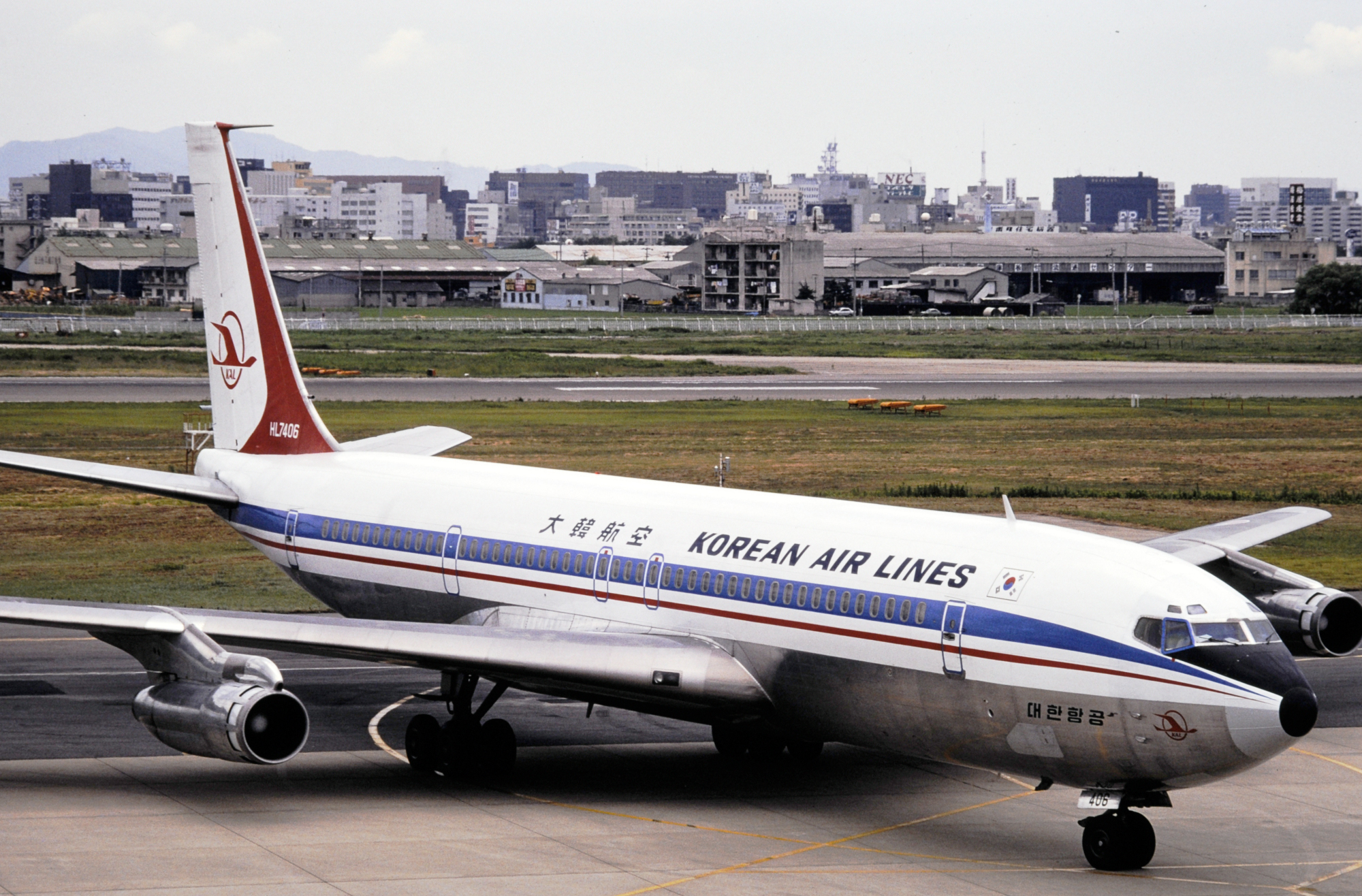
HL7406 tại Sân bay Fukuoka ngày 15 tháng 8 năm 1987 khi vẫn còn mang màu sơn cũ

Vào ngày 12 tháng 11 năm 1986, hai điệp viên Triều Tiên bắt đầu đi từ Bình Nhưỡng, Triều Tiên trên một máy bay chở khách đến Mát-xcơ-va và vào Liên Xô. Từ đây, họ rời đi Budapest, Hungary vào buổi sáng hôm sau và ở lại nhà một điệp viên hướng dẫn của Triều Tiên trong vòng sáu ngày. Vào ngày 18 tháng 11, cả hai tới Viên, Áo bằng ô tô. Sau khi vượt qua biên giới vào nước Áo, người điệp viên hướng dẫn trên cung cấp hai hộ chiếu giả cho cặp đôi này. Giả làm khách du lịch lưu trú tại khách sạn Hotel Am Parkring tại Viên, cả hai mua vé máy bay của Austrian Airlines để bay từ Viên đến Belgrade, Nam Tư, sau đó tới Baghdad, Abu Dhabi, và cuối cùng là Bahrain. Họ cũng mua vé bay từ Abu Dhabi tới Roma, Ý để chạy trốn sau khi đặt bom trên chuyến bay.
Ngày 27 tháng 11, hai điệp viên hướng dẫn nữa từ Viên tới Nam Tư bằng tàu hỏa đưa cho họ một quả bom hẹn giờ, một đài bán dẫn hiệu Panasonic làm tại Nhật, trong đó chứa thuốc nổ, một kíp nổ, và một chai đựng chất nổ dạng lỏng để tăng sức công phá, được ngụy trang như một chai nước. Ngày hôm sau, họ đáp chuyến bay của hãng Iraqi Airways để bay từ Belgrade tới Sân bay quốc tế Saddam, Baghdad, Iraq. Họ đợi ở sân bay trong vòng ba giờ ba mươi phút để chờ chuyến bay KAL 858 — mục tiêu chính của họ — cất cánh vào lúc 11:30 đêm Hai điệp viên đã cài đặt thiết bị nổ tự tạo bên trên chỗ ngồi của họ, 7B và 7C, và sau đó xuống máy bay ở Sân bay quốc tế Abu Dhabi.
Trên chặng thứ hai của chuyến bay, từ Abu Dhabi tới Thái Lan, KAL 858 có 104 hành khách và 11 thành viên phi hành đoàn. Vào lúc 2:05 trưa Giờ chuẩn Triều Tiên (KST), chín giờ sau khi quả bom được cài đặt và là thời điểm gần kết thúc chuyến bay, quả bom phát nổ và máy bay nổ tung trên biển Andaman (14°33′00″B 97°23′00″Đ / 14,55°B 97,3833°Đ), giết chết toàn bộ 115 người trên máy bay. Tín hiệu điện đàm cuối cùng nhận được từ phi công ngay trước vụ nổ là "Chúng tôi mong rằng sẽ đến được Bangkok đúng giờ. Thời gian và vị trí ổn định." 113 người trong đó là công dân Hàn Quốc, cùng với đó là một công dân Ấn Độ và một công dân Liban. Nhiều người trong số 113 công dân Hàn Quốc là công nhân trẻ tuổi về nước sau khi làm việc nhiều năm trong ngành xây dựng ở Trung Đông. Một nhà ngoại giao người Hàn Quốc làm việc tại Đại sứ quán ở Baghdad, cùng vợ của mình, cũng có mặt trên chuyến bay, được cho là mục tiêu chính của vụ tấn công này. Các mảnh vỡ của chiếc máy bay sau đó trôi dạt vào một bờ biển của Thái Lan. Người ta không tìm thấy được hộp đen của chiếc máy bay này.
Sau khi thực hiện vụ tấn công, hai kẻ đặt bom đã cố gắng bay từ Abu Dhabi tới Amman, Jordan — chặng đầu tiên của cuộc tẩu thoát — nhưng các cơ quan sân bay không chấp nhận visa của họ để tới Amman; do đó họ buộc phải bay tới Bahrain, nơi họ dự định từ đó sẽ tiếp tục bay tới Roma. Tuy nhiên, hộ chiếu của họ bị phát hiện là giả mạo ở Bahrain. Nhận ra rằng họ sẽ bị bắt giữ, cả hai ngay lập tức tìm cách hút thuốc lá tẩm kali xyanua để tự tử. Thủ phạm nam được đưa đến bệnh viện và chết tại đó, nhưng thủ phạm nữ, 25 tuổi, Kim Hyon Hui, còn sống, sau khi cảnh sát lấy được điếu thuốc lá từ miệng của cô.

## Điều tra
Theo lời khai tại cuộc họp của Hội đồng Bảo an Liên Hợp Quốc ngày 15 tháng 12 năm 1987, Kim, được dẫn độ về Seoul, Hàn Quốc để giải độc, lúc đầu khai mình là trẻ mồ côi người Trung Quốc lớn lên tại Nhật, và không liên quan đến vụ tấn công. Lời khai này làm các nhà chức trách càng thêm nghi ngờ, vì trong khi bị thẩm vấn tại Bahrain, cô đã tấn công một sĩ quan cảnh sát và cố gắng cướp khẩu súng của người sĩ quan này, trước khi bị bắt giữ. Tại buổi điều trần, bằng chứng chống lại Kim chính là điếu thuốc lá, trong đó, phân tích cho thấy, là loại được sử dụng bởi một số điệp viên khác của Triều Tiên bị bắt giữ tại Hàn Quốc.

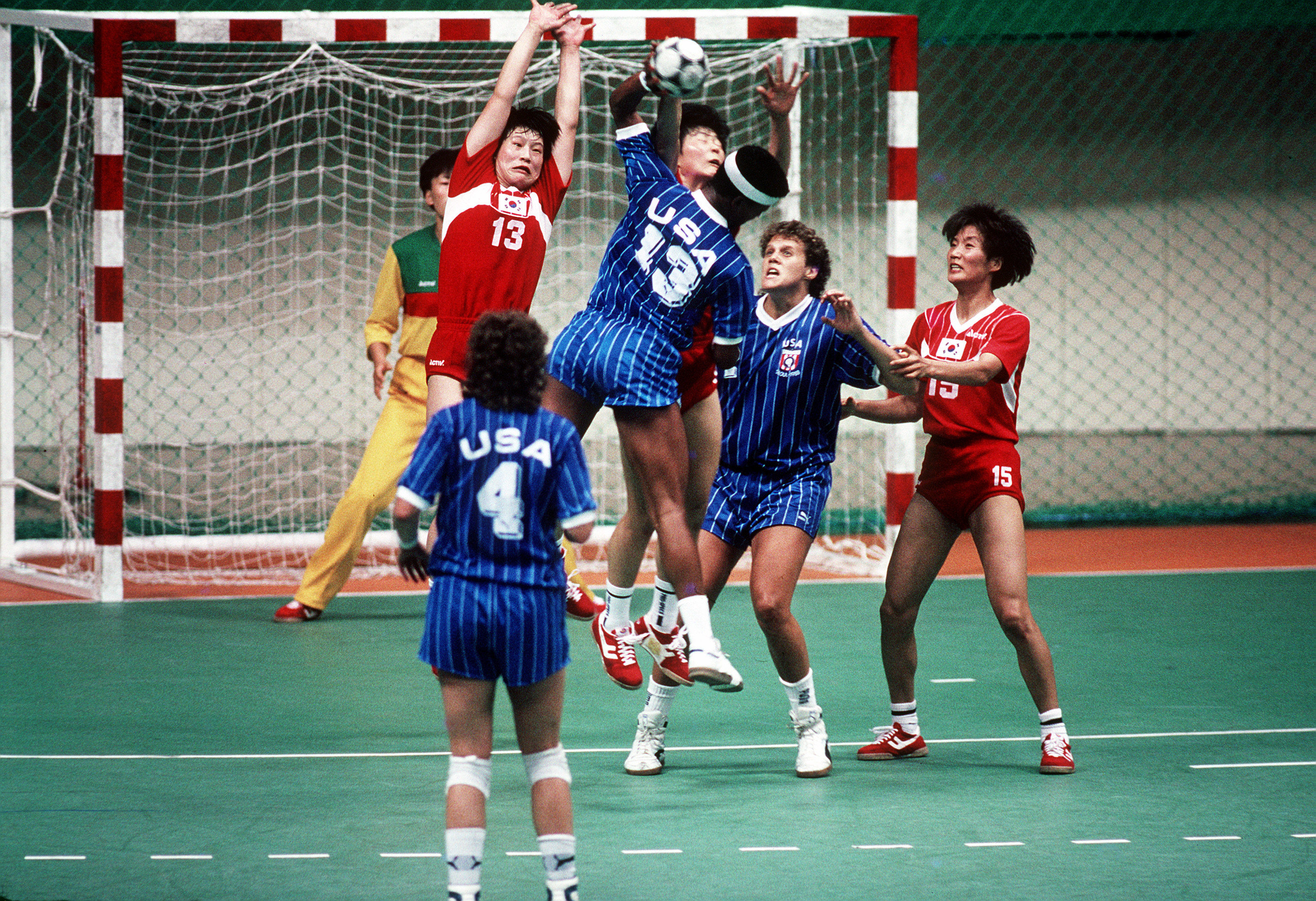
Vào tháng 1 năm 1988, Kim cho biết tại một cuộc họp báo rằng chính phủ Triều Tiên đã ra lệnh tấn công để đe dọa các đoàn tham dự Thế vận hội Seoul 1988.

Phát biểu tại Hội đồng Bảo an Liên Hợp Quốc, Choi Young-jin, đại diện cho Hàn Quốc, cho biết sau tám ngày kể từ ngày thẩm vấn tại Hàn Quốc, cô được phép xem một bộ phim về cuộc sống ở Hàn Quốc trên vô tuyến truyền hình, và nhận ra rằng "cuộc sống... trên các đường phố của thủ đô Seoul là hoàn toàn khác với những gì cô đã được dẫn dắt để tin. Cô bắt đầu nhận ra rằng những gì cô đã được cho biết trong khi sống ở miền Bắc là hoàn toàn không đúng sự thật." Kim sau đó "tự giao nộp mình cho nữ điều tra viên" và thú nhận đã thực hiện các vụ đánh bom. Bằng tiếng Hàn, cô nói, "Hãy tha thứ cho tôi. Tôi xin lỗi. Tôi sẽ khai toàn bộ," và nói rằng cô đã bị "khai thác như một công cụ cho các hoạt động khủng bố của CHDCND Triều Tiên ", cùng với việc thú nhận một cách chi tiết và tự nguyện.
Kim khai, kế hoạch trốn chạy của cô bắt đầu từ Abu Dhabi qua Amman tới Roma, nhưng hai người đã chuyển hướng đến Bahrain do vấn đề với visa. Cô nói thêm rằng, cô đã bí mật di chuyển cùng với Kim Sung Il chuẩn bị cho vụ tấn công trong vòng ba năm. Khi cô mười sáu tuổi, cô đã được lựa chọn bởi Đảng Lao động Triều Tiên và được đào tạo một số ngôn ngữ. Ba năm sau, cô được học tại một trường đào tạo tình báo bí mật của Quân đội Nhân dân Triều Tiên, nơi cô được học cách thủ tiêu bằng tay không và sử dụng các loại súng trường và lựu đạn. Quá trình đào tạo khiến cho cô phải trải qua những mệt mỏi về thể chất và tâm lý. Năm 1987, khi 25 tuổi, Kim đã cho nổ một quả bom trên một chiếc máy bay phản lực của Hàn Quốc, một cuộc tấn công mà cô nói là sẽ thống nhất đất nước bị chia cắt của cô mãi mãi.
Vào tháng 1 năm 1988, Kim công bố tại một cuộc họp báo được tổ chức bởi Cơ quan Kế hoạch An ninh Quốc gia (NIS), là cơ quan mật vụ của Hàn Quốc, rằng cô và đồng phạm của mình là đặc vụ của Triều Tiên. Cô nói rằng họ đã để lại một máy phát thanh có chứa 350 gam thuốc nổ C-4 và một chai dung dịch có chứa khoảng 700 ml thuốc nổ PLX trên một giá đỡ trong khoang hành khách của máy bay. Kim bày tỏ sự hối hận về hành động của mình và cầu xin sự tha thứ của các gia đình của những người đã chết. Cô cũng cho biết vụ đánh bom trên đã được chính Kim Jong-il, con trai của Chủ tịch Cộng hòa Dân chủ Nhân dân Triều Tiên Kim Nhật Thành chỉ đạo, với mục đích làm chính phủ Hàn Quốc mất ổn định, làm gián đoạn cuộc bầu cử Quốc hội của Hàn Quốc vào năm 1988, và gây hoang mang cho các đoàn đại biểu tham gia Thế vận hội Mùa hè 1988 ở Seoul sau đó. "Tôi sẽ bị trừng phạt, sẽ phải chết hàng trăm lần vì tội lỗi của chính bản thân tôi," cô nói. Viết trên tờ The Washington Post vào ngày 15 tháng 1 năm 1988, nhà báo Peter Maass phát biểu rằng ông không cảm thấy thuyết phục với lời khai của Kim, vì có thể những lời khai và xin lỗi của Kim là bị ép buộc. Kim sau đó đã bị kết án tử hình đối với vụ đánh bom chuyến bay KAL 858, nhưng sau đó cô được ân xá bởi Tổng thống Hàn Quốc, Roh Tae-woo. "Những người phải được xét xử ở đây là các nhà lãnh đạo của Triều Tiên," ông phát biểu. "Đứa trẻ này là một nạn nhân của chế độ độc ác đó, như các hành khách trên chuyến bay KAL 858"

## Hậu quả

### Cộng hòa Dân chủ Nhân dân Triều Tiên

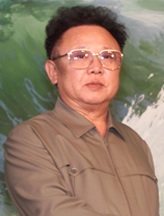
Lời khai của Kim ám chỉ Kim Jong-il, con trai của Chủ tịch Cộng hòa Dân chủ Nhân dân Triều Tiên Kim Nhật Thành, là người chịu trách nhiệm cuối cùng về vụ đánh bom.

Bộ Ngoại giao Hoa Kỳ đặc biệt đề cập đến vụ đánh bom chiếc KAL 858 như một "hành động khủng bố" và, cho đến năm 2008, liệt kê CHDCND Triều Tiên như là một quốc gia tài trợ cho khủng bố được chỉ định rõ dựa trên kết quả cuộc điều tra của Hàn Quốc. Charles E. Redman, Trợ lý Ngoại trưởng về các vấn đề công cộng, cho biết trong tháng 1 năm 1988 rằng vụ việc là một "hành động giết người hàng loạt," và thêm rằng chính quyền đã "kết luận rằng bằng chứng về việc có tội của Triều Tiên tỏ ra rất thuyết phục. Chúng tôi kêu gọi tất cả các quốc gia lên án Triều Tiên cho hành động khủng bố này." Hành động này đã được thảo luận trong ít nhất hai cuộc họp Hội đồng Bảo an Liên Hợp Quốc, nơi các cáo buộc và bằng chứng được đưa ra bởi tất cả các bên, nhưng không có nghị quyết nào được thông qua. Triều Tiên tiếp tục phủ nhận việc dính líu tới vụ tấn công chuyến bay KAL 858, nói rằng vụ việc là một "câu chuyện bịa đặt" tạo nên bởi Hàn Quốc và các nước khác.
Kim Jong-il trở thành lãnh đạo của Triều Tiên vào năm 1994, kế thừa vị trí của cha mình. Năm 2001, các nhà hoạt động xã hội phe cánh hữu và thân nhân của các nạn nhân thiệt mạng trong vụ tấn công yêu cầu bắt giữ Kim Jong-il vì tội khủng bố khi ông đến thăm Seoul vào cuối năm đó. Hai kiến nghị đã được đệ trình để chống lại ông, với các nhà hoạt động và người thân nói rằng có bằng chứng mạnh mẽ—cụ thể là lời khai của Kim—cho thấy ông là người chịu trách nhiệm cuối cùng về vụ đánh bom. Họ cũng kêu gọi Kim Jong-il thực hiện một lời xin lỗi công khai về vụ việc và chính thức bồi thường cho gia đình các nạn nhân. Nhà lãnh đạo của một nhóm cánh hữu Hàn Quốc, luật sư Lee Chul-sung, nói rằng, "Kim Jong-il phải bị bắt và bị trừng phạt nếu ông ta đến Seoul mà không thừa nhận hành vi phạm tội của mình, đưa ra lời xin lỗi và bồi thường." Tuy nhiên, Kim Jong-il không bị bắt giữ. Ông qua đời vào tháng 12 năm 2011, và được kế thừa bởi con trai mình, Kim Jong-un.

### Kim Hyon-hui
| “                                              | Tôi có cảm giác tội lỗi bởi tội ác đáng ghê tởm của bản thân. Sao tôi dám nghĩ đến chuyện hôn nhân?... Việc là thủ phạm khiến tôi có một cảm giác đau đớn mà bản thân tôi phải đấu tranh với nó. Trong cảm giác ấy, tôi vẫn phải là một tù nhân, hoặc một người bị giam cầm—bởi cảm giác tội lỗi.. | ” |
| —Kim Hyon Hui, khi được hỏi về chuyện hôn nhân | |   |

Năm 1993, nhà xuất bản William Morrow and Company xuất bản cuốn Những giọt lệ trong tâm hồn tôi (The Tears of My Soul), là tự thuật của Kim về cách mà cô được đào tạo như một đặc vụ gián điệp Triều Tiên và thực hiện vụ đánh bom chuyến bay KAL 858. Trong một cử chỉ ăn năn cho tội lỗi của mình, cô dành tặng tất cả số tiền thu được từ việc bán cuốn sách này cho gia đình các nạn nhân trên chiếc máy bay KAL 858. Cuốn sách nêu chi tiết việc đào tạo ban đầu của cô và cuộc sống ở Trung Quốc, Ma Cao, và trên toàn châu Âu, việc thực hiện vụ đánh bom, bản án mang tính tất yếu của mình, sự ân xá, và nhập tịch vào Hàn Quốc. Trong cuốn sách, Kim nói rằng Kim Jong-il chủ mưu vụ đánh bom, và ra lệnh cho cô thực hiện vụ đánh bom. Người ta cũng tin rằng Kim Jong-il chủ mưu Vụ đánh bom Rangoon năm 1983, trong đó Triều Tiên đã cố gắng ám sát Chun Doo-hwan, người lúc đó là Tổng thống Hàn Quốc. Câu chuyện của cô cũng đã được đưa lên màn ảnh nhỏ, với bộ phim Mayumi, đạo diễn bởi Shin Sang-ok vào năm 1990.
Trong năm 2010, Kim đã đến thăm Nhật Bản, nơi cô gặp gia đình của những người dân Nhật Bản bị bắt cóc bởi CHDCND Triều Tiên trong những thập niên 1970 và 1980, những người buộc phải dạy điệp viên Triều Tiên cách ngụy trang bản thân giống người Nhật—một số người, theo báo cáo, có thể đã dạy Kim tự thực hiện. Chính phủ Nhật Bản từ bỏ luật nhập cư để chuyến viếng thăm được diễn ra, kể từ khi Kim bị coi là một tội phạm trong nước bởi việc dùng hộ chiếu giả. Báo chí Nhật Bản, tuy nhiên, chỉ trích chuyến thăm, mà an ninh được thắt chặt do lo ngại rằng cô có thể bị tấn công. Kim đến Nhật trên một máy bay phản lực tư nhân được sự cho phép của chính phủ Nhật, và được hộ tống vào một chiếc ô tô được che chắn bởi những chiếc ô dù lớn. Trong suốt chuyến thăm, cô ở trong một nhà nghỉ thuộc sở hữu của Yukio Hatoyama, người lúc đó là Thủ tướng Nhật Bản. Kim hiện tại sống tại một địa điểm bí mật và vẫn đang được bảo vệ liên tục vì sợ bị trả thù, bởi thân nhân của các nạn nhân và cả chính phủ Cộng hòa Dân chủ Nhân dân Triều Tiên, mà mô tả cô như một kẻ phản bội lý tưởng của họ.

### Căng thẳng tiếp diễn

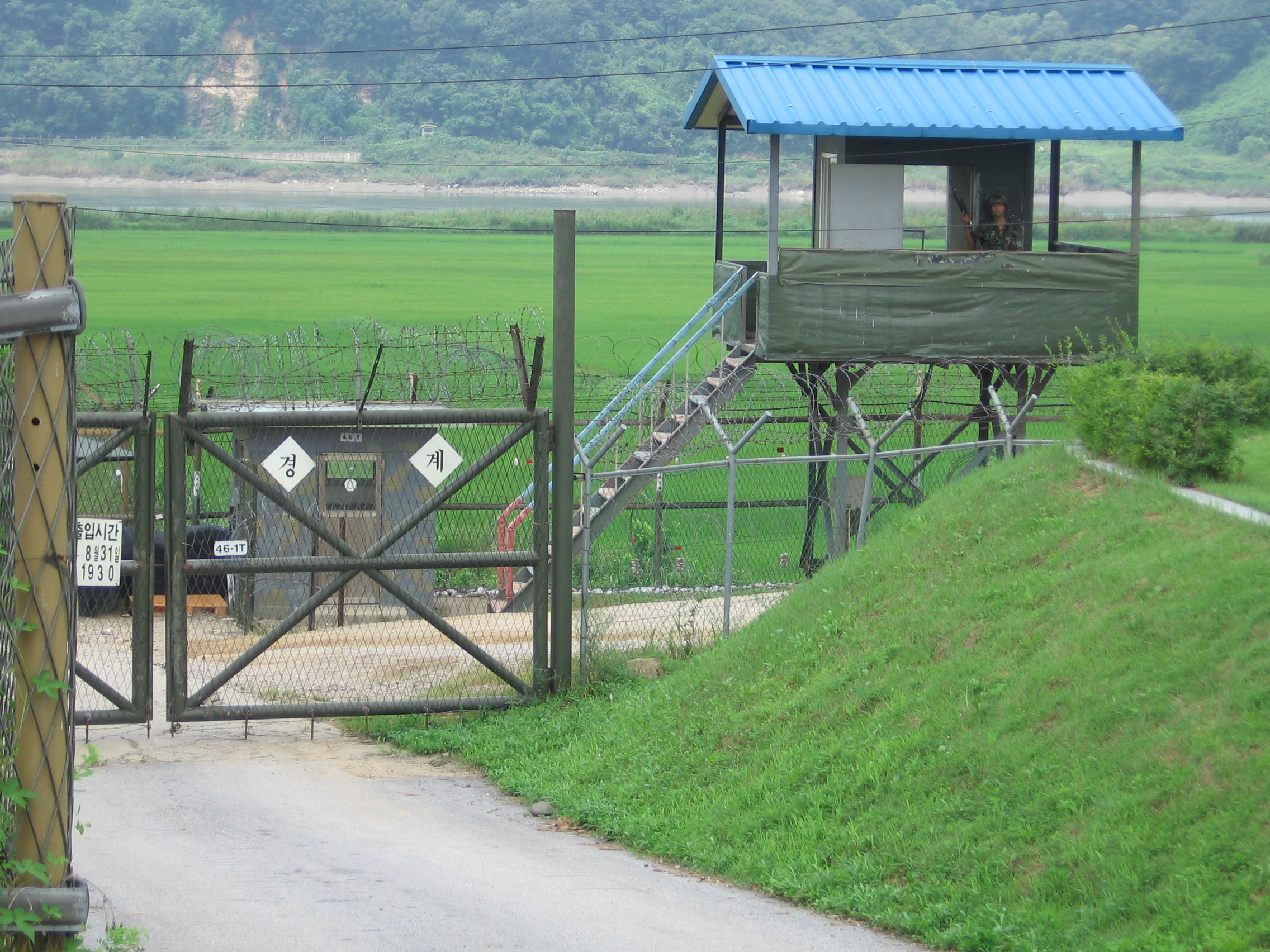
Một trạm kiểm soát của Hàn Quốc tại Khu phi quân sự Triều Tiên vào tháng 8 năm 2005. Căng thẳng giữa Triều Tiên và Hàn Quốc đã không được cải thiện kể từ khi ký hiệp ước đình chiến Chiến tranh Triều Tiên năm 1953.

Căng thẳng giữa Triều Tiên và Hàn Quốc không hề giảm xuống kể từ khi ký hiệp định đình chiến năm 1953, và không có hiệp ước hòa bình chính thức vĩnh viễn kết thúc cuộc xung đột nào được ký kết. Tuy nhiên, năm 2000, cả hai nước tổ chức Hội nghị thượng đỉnh liên Triều lần đầu tiên, trong đó các nhà lãnh đạo của hai nước đã ký một Tuyên bố chung, nói rằng họ sẽ tổ chức một hội nghị thượng đỉnh thứ hai vào năm 2007. Hơn nữa, cả hai quốc gia đã tham gia vào các cuộc thảo luận về quân sự và chính trị tại Bình Nhưỡng, Seoul và đảo Jeju trong cùng năm. Ngày 2 tháng 10 năm 2007, Tổng thống Hàn Quốc Roh Moo-hyun bước qua Khu phi quân sự Triều Tiên trong chuyến thăm Bình Nhưỡng để hội đàm với Kim Jong-il. Cả hai nhà lãnh đạo tái khẳng định tinh thần của Tuyên bố chung năm 2000 và đã có các cuộc thảo luận về các vấn đề khác nhau có liên quan để nhận thức rõ sự thúc đẩy của quan hệ Nam-Bắc, hòa bình trên bán đảo Triều Tiên, sự thịnh vượng chung của người dân Triều Tiên, và sự thống nhất Triều Tiên. Ngày 4 tháng 10 năm 2007, Tổng thống Hàn Quốc Roh Moo-hyun và lãnh đạo Triều Tiên Kim Jong-il đã ký tuyên bố hòa bình. Tài liệu này kêu gọi các cuộc đàm phán quốc tế để thay thế hiệp định đình chiến kết thúc chiến tranh Triều Tiên bằng một hiệp ước hòa bình vĩnh viễn.